# 앤드류언덕쥐
앤드류언덕쥐(Bunomys andrewsi)는 쥐과에 속하는 설치류의 일종이다. 인도네시아 술라웨시섬과 부톤섬에서 발견된다.

## 특징
보통 크기의 설치류로 꼬리 길이 110~172mm를 제외한 몸길이가 148~177mm이다. 발 길이는 33~40.5mm, 귀 길이는 24~27mm이고 몸무게는 135g이다. 털은 길고 부드럽다. 등 쪽은 시나몬색이고, 배 쪽은 회색빛의 희끄무레한 색을 띤다. 귀는 크고 가늘며 길다.

## 생태
주로 땅 위에서 생활하는 육상성 동물이다. 먹이는 열매와 지렁이, 절지동물, 달팽이, 작은 척추동물이다. 한 번에 한 두 마리의 새끼를 낳는다.

## 분포 및 서식지
술라웨시섬 중부와 남동부, 남서부 지역과 인근 부톤섬에 널리 분포한다. 해발 최대 1,400m 이하의 열대 상록수림에서 서식한다. 저지대 산악 우림 지대와 이차림, 원시림 인근 관목 지대에서도 관찰된다.